# Philodicus yirolensis
Philodicus yirolensis là một loài ruồi trong họ Asilidae. Philodicus yirolensis được Blasdale miêu tả năm 1957. Loài này phân bố ở vùng nhiệt đới châu Phi.